# Bobbejaan Schoepen

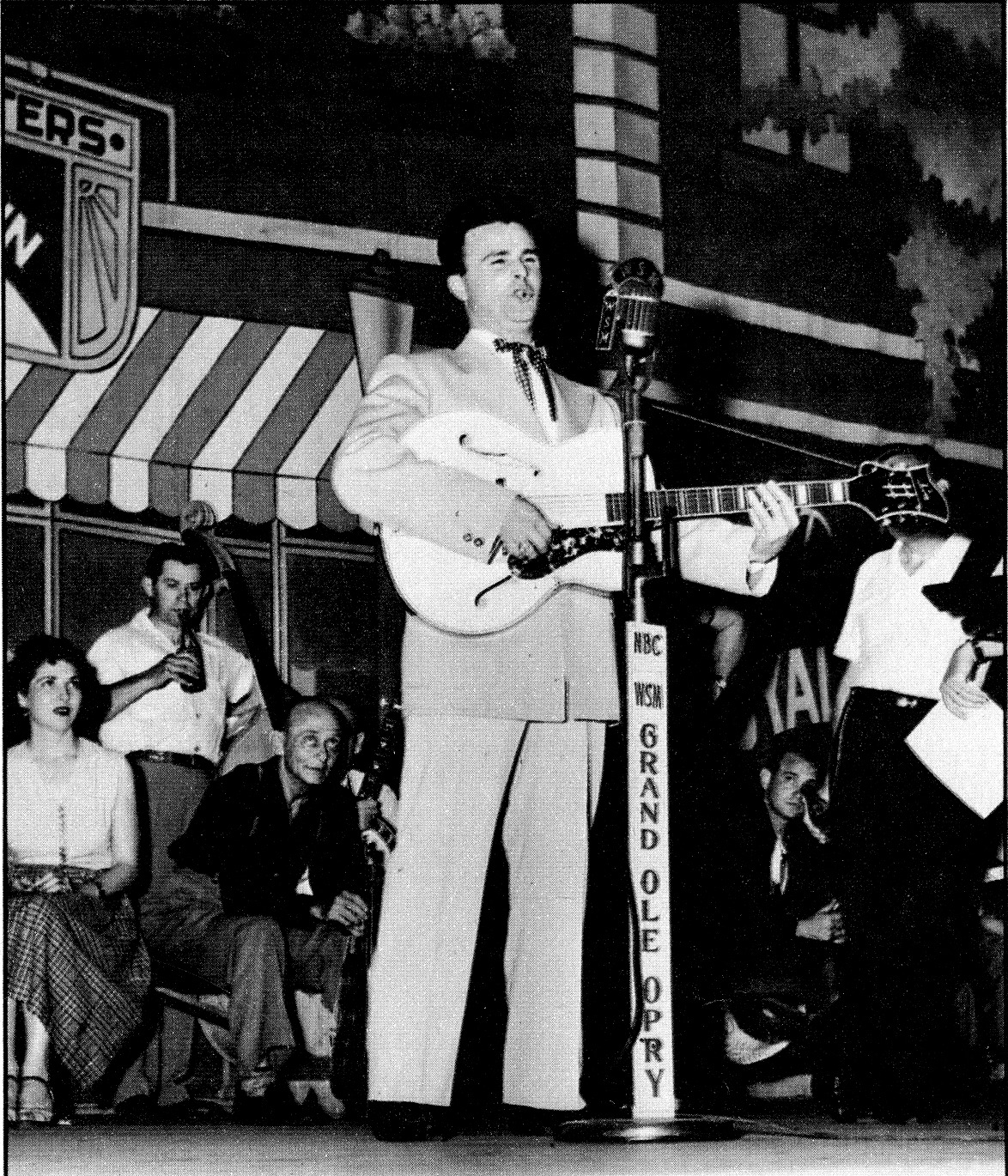
Bobbejaan Schoepen.

Bobbejaan Schoepen (Boom, 16 de maio de 1925 † Turnhout, 17 de Maio de 2010

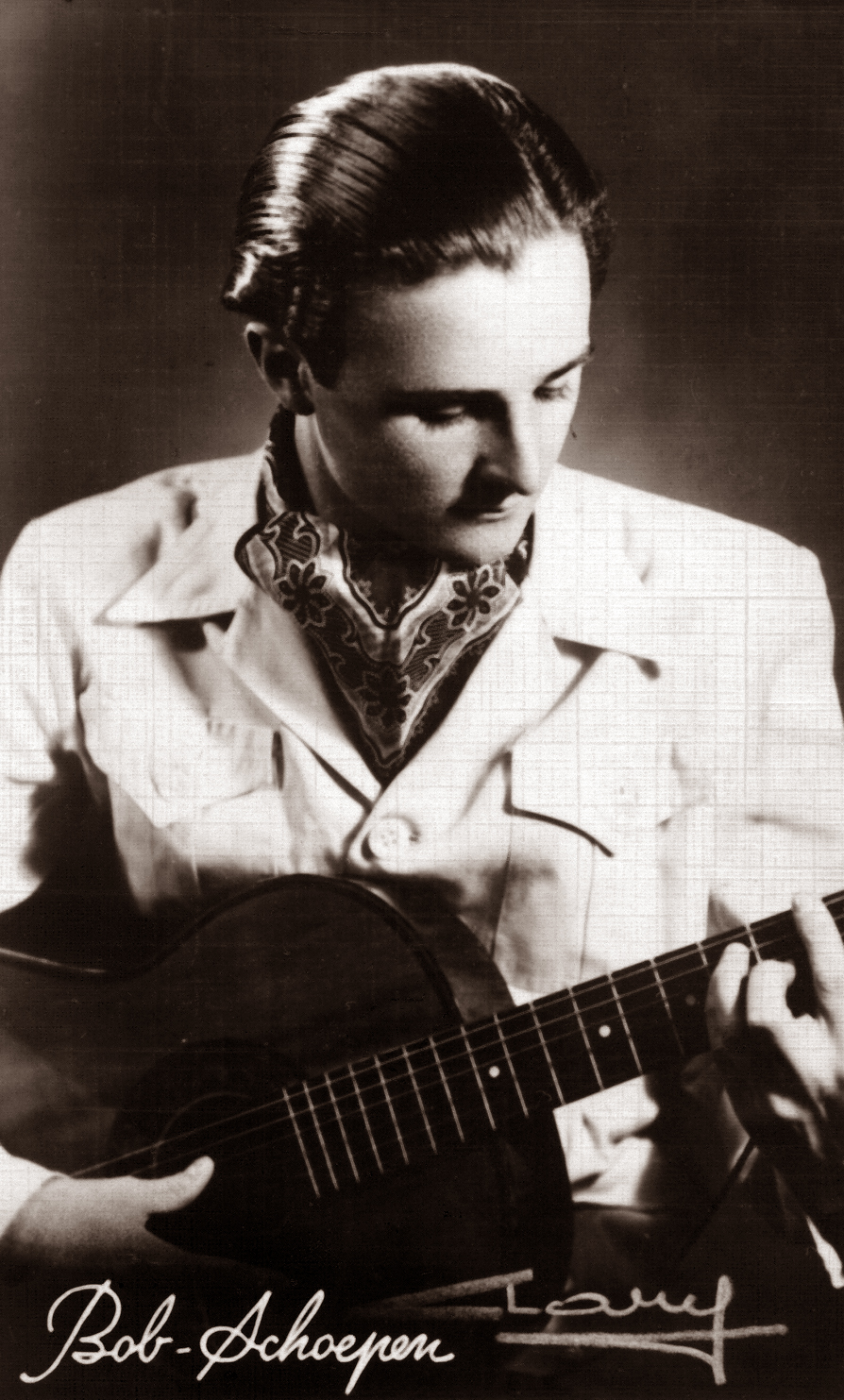
Bobbejaan Schoepen.

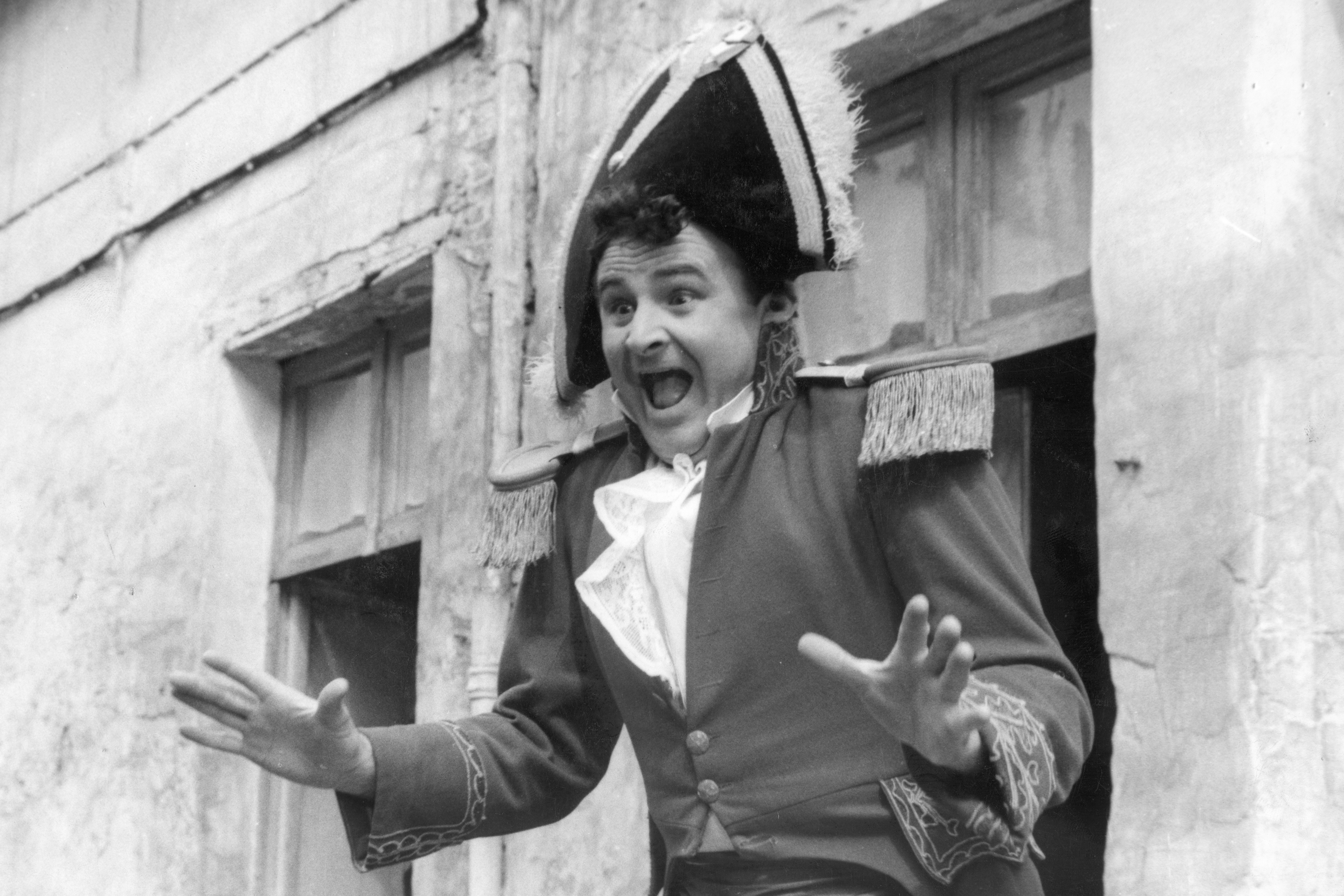
Bobbejaan Schoepen.

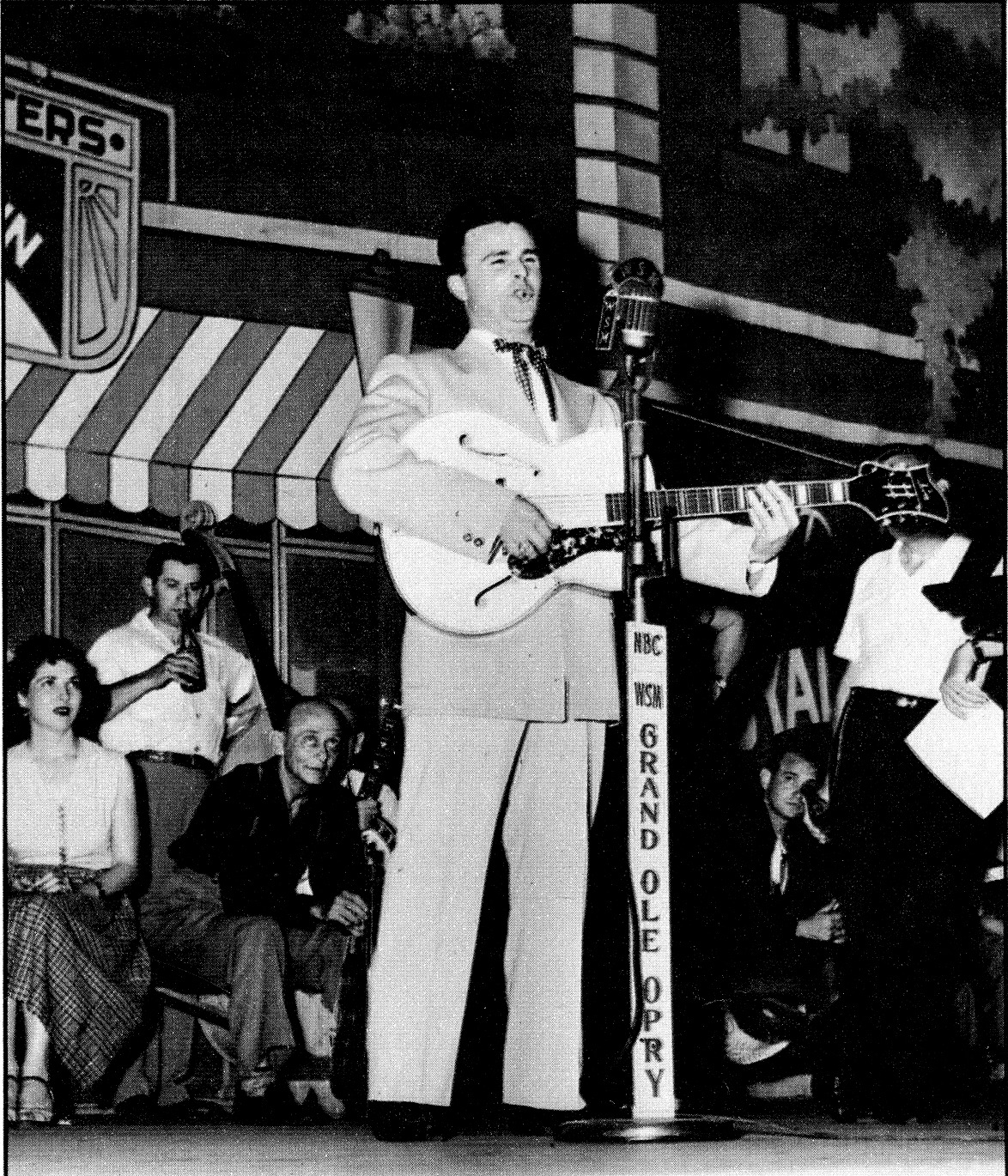
Bobbejaan Schoepen.

é o nome artístico de  "Modest Schoepen" que representou a Bélgica no Festival Eurovisão da Canção 1957 com a canção "Straatdeuntje" que terminou em oitavo lugar, tendo recebido 5 pontos.

## 5 grandes êxitos
- Ich hab Ehrfurcht vor Schneeweissen Haaren (Bélgica, Países Baixos, y Alemania)
- A veces me pregunto yo / Je me suis souvent demandé (Bélgica, Países Baixos, França, Espanha)
- Ich steh an der Bar und habe kein Geld (A Pub with no Beer; Bélgica, Países Baixos, y Alemanha)
- Lichtjes van de Schelde (Bélgica)
- Hutje op de heide / Ein Hauschen auf der Heide (Bélgica, Países Baixos, e  Alemanha)

## Filmografia
- Ah! t'Is zo fijn in België te leven (1950, Bélgica)
- Televisite (TV series 1955, Bélgica)
- At the Drop of a Head (1962, Bélgica–Inglaterra)
- O sole mio (1960, Alemanha)
- Davon träumen alle Mädchen (1961, Alemanha)
- Bobbejaanland (Película Producto ZDF —by Vladimir Sis, 1967, Barrandov Studios Praga)
- Der Goldene Schuß— TV episode (Musical Alemanha 1969)
- "Uit met Bobbejaan" (BRT 1969, Bélgica)
- "30 jaar Bobbejaan" (BRT 1978, Bélgica)
- "Bobbejaan 70" (BRT 1995, Bélgica)